# St. Mauritius (Willenhofen)

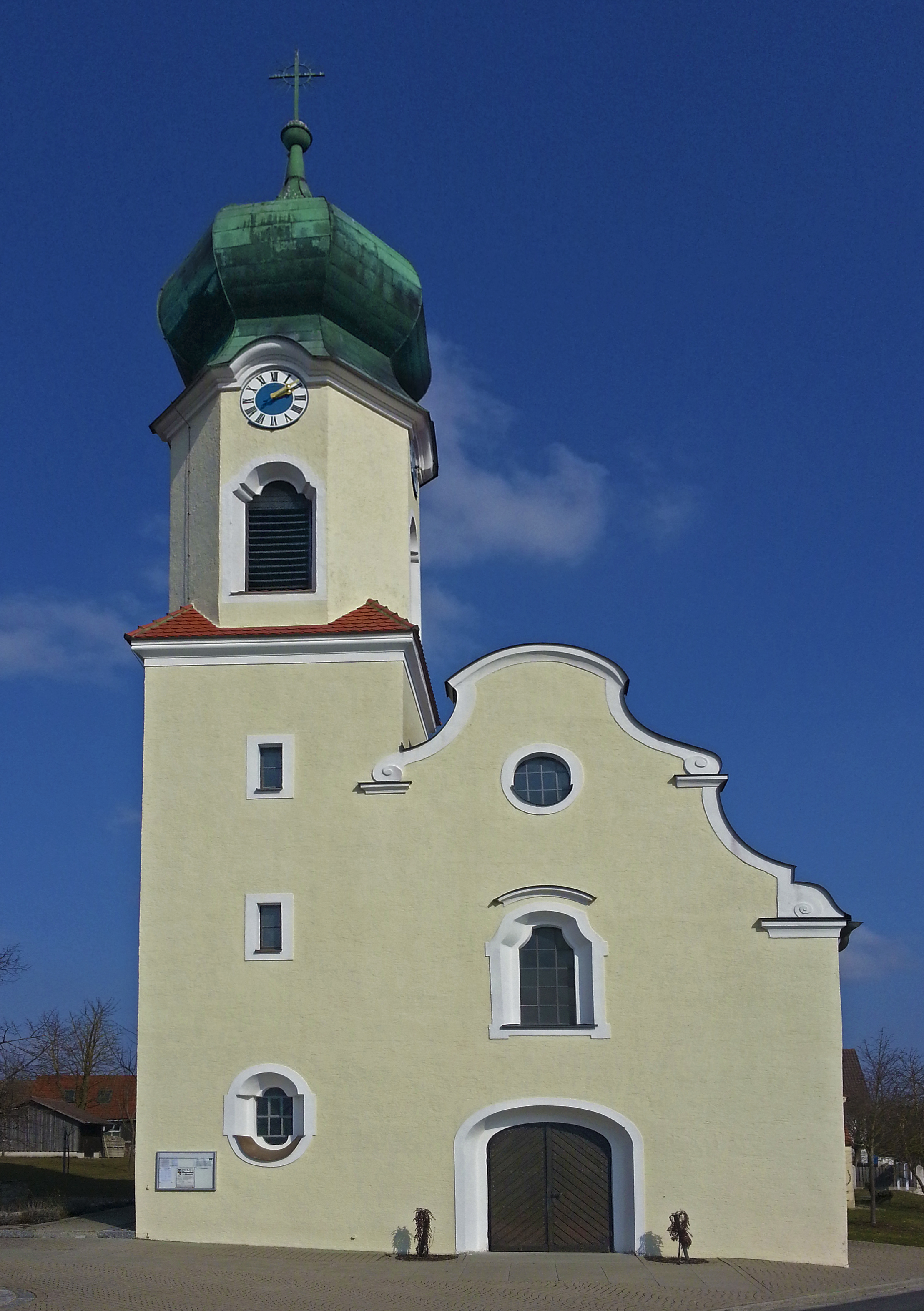
St. Mauritius (Willenhofen)

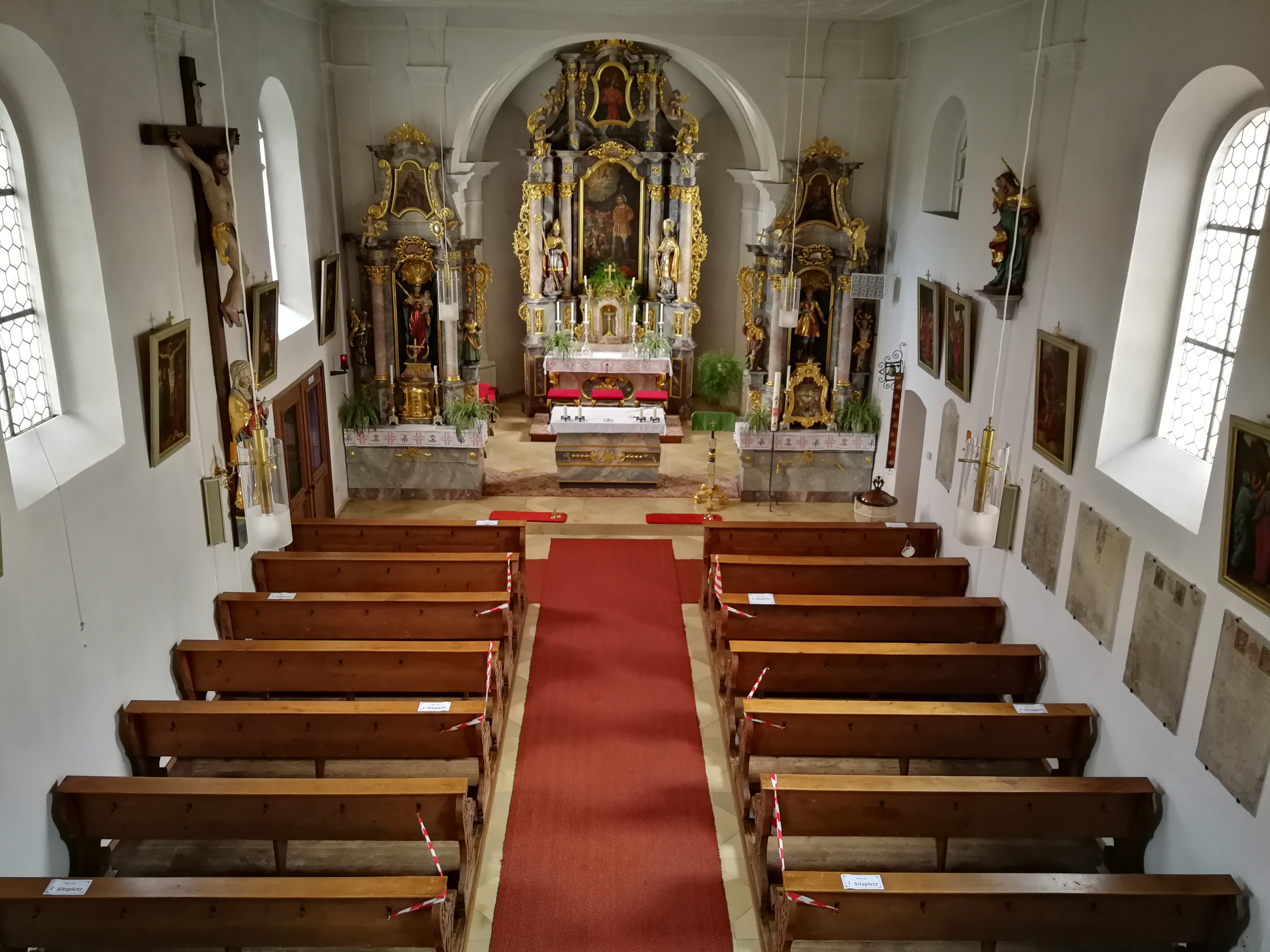
Innenraum (2020)

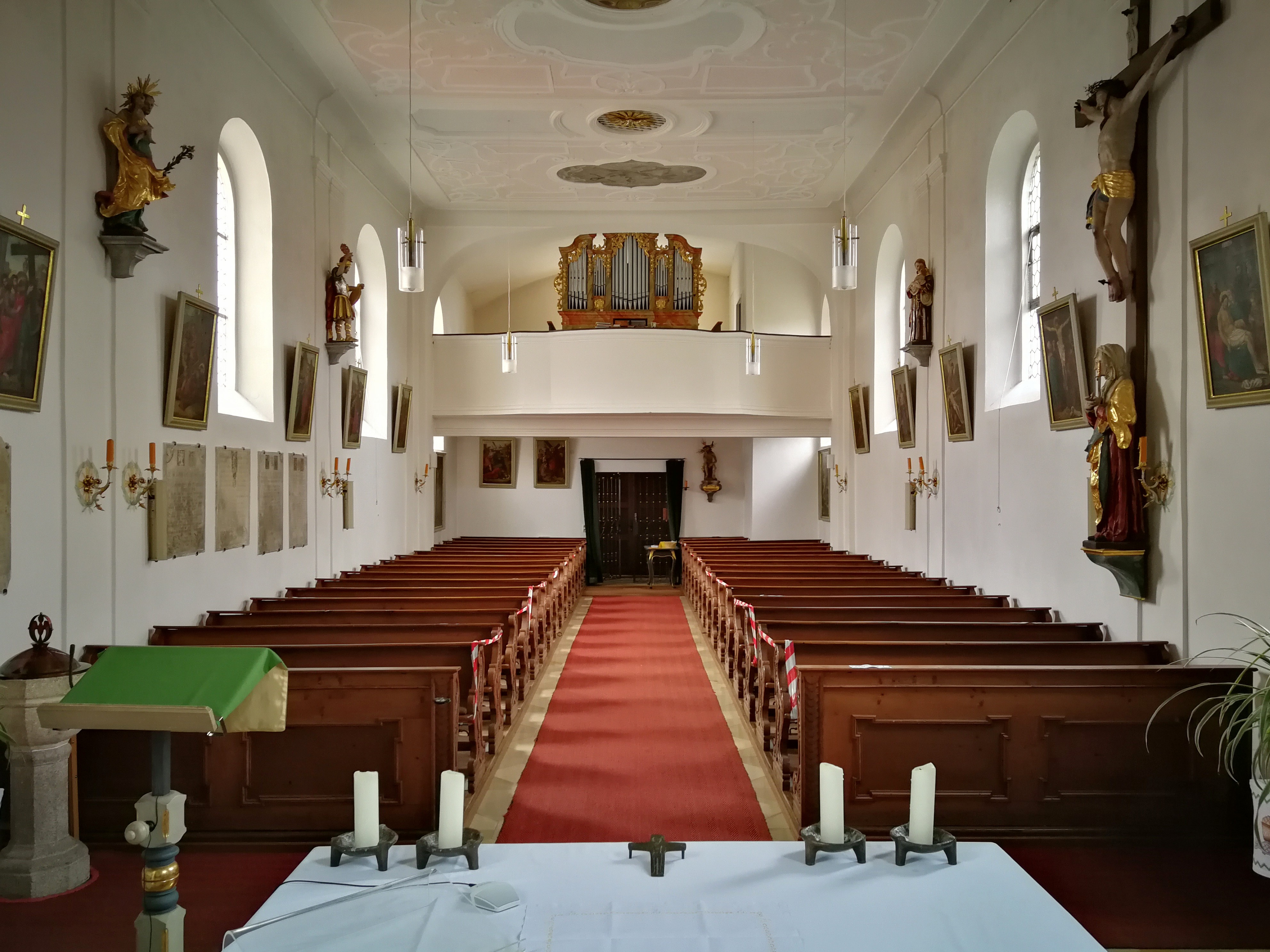
Blick zur Orgel

Die römisch-katholische, denkmalgeschützte Kuratiekirche St. Mauritius steht in Willenhofen, einem Gemeindeteil der Stadt Parsberg im Landkreis Neumarkt in der Oberpfalz. Sie gehört zum Bistum Regensburg. Das Bauwerk ist unter der Denkmalnummer D-3-73-151-46 als Baudenkmal in die Bayerische Denkmalliste eingetragen.

## Beschreibung
Die Saalkirche wurde 1735 mit einem Langhaus und einem eingezogenen, dreiseitig geschlossenen Chor im Osten erbaut. 1904–06 wurden das Langhaus verlängert und ein neobarocker Fassadenturm in die nordwestliche Ecke des Langhauses neben die mit einem Schweifgiebel abgeschlossene Fassade integriert. Das oberste, achteckige Geschoss des Fassadenturms, auf dem eine Zwiebelhaube sitzt, beherbergt die Turmuhr und den Glockenstuhl mit drei Kirchenglocken. Die Sakristei befindet sich an der Südwand des Langhauses.
Der Innenraum des Langhauses ist mit einer Flachdecke überspannt, der des Chors mit einem Stichkappengewölbe, das auf wandständigen Pfeilern ruht. Die Deckenmalereien werden Otto Gebhard zugeschrieben. Zur Kirchenausstattung gehört ein Hochaltar, auf dessen Altarretabel der heilige Mauritius dargestellt ist. Die Orgel mit acht Registern auf einem Manual und Pedal wurde 1912 von Willibald Siemann gebaut.